# Петер фон Бірон
Пе́тер фон Біро́н (нім. Peter von Biron, 15 лютого 1724 — 13 січня 1800) — останній герцог Курляндії і Семигалії (1769—1795). Представник шляхетного німецького роду Біронів. Народився у Мітаві, Курляндія. Син курляндського герцога Ернста-Йоганна. Розпочав кар'єру в російській армії, в кірасирському полку під командуванням Мініха (1732). Дослужився до підполковника кінної гвардії (1740), але незабаром був арештований. Перебував на засланні у Вологді (1741—1762). Звільнений наказом царя Петра III, підвищений до генерал-майора (1762). Проголошений спадкоємцем Курляндії-Семигалії (1763). Після батькового зречення очолив герцогство (1769). Перебував у гострому конфлікті із курляндським лицарством. Наслідував прусські політично-культурні зразки. Був патроном театральних мистецтв і музики. Заснував курляндську лицарську школу — Петрівську академію (1775), що стала центром освіти і науки курляндських земель на подальші століття. Добудував Мітавський і Рундальський палаци, а також резиденції у Вюрцау, Шветгофі й Фрідріхслусті. Тривалий час подорожував Німеччиною, Італією, Голландією (1784—1787). Під час поділів Речі Посполитої намагався зберегти самоврядність Курляндії; перебував в опозиції до проросійської партії Говена (1793—1795). В ході російської операції з анексії Курляндії, під тиском лицарства і петербурзьких урядовців, був змушений відмовитися від герцогського престолу (1795). Назавжди покинув Росію, виїхавши до Пруссії. Мав маєтки у Вартенберзі й Загані у Сілезії (з 1786), а також Наход в Богемії. Батько красуні Доротеї, коханки Талейрана. Нагороджений орденами Олександра Невського, Андрія Первозванного, Чорного орла. Помер у Гелленау, Пруссія.

## Імена
- Пе́тер / Петро́ фон Біро́н (нім. Peter von Biron) — у німецьких джерелах.
- Петро́ Ерне́стович фон Біро́н (рос. Пётр Эрнестович фон Бирон) — у російських джерелах, з патронімом.
- Пе́тер І, або Пе́тро І (нім. Peter I.) — з порядковим номером, як перший курляндський герцог з таким іменем.
- Пе́тро І Курляндський (нім. Peter I. von Kurland) — з порядковим номером і короткою назвою герцогства.

## Біографія
Петер фон Бірон народився 15 лютого 1724 року в Мітаві.
- 15 жовтня 1765 року Петер одружився із князівною Кароліною-Луїзою фон Вальдек (померла 1772 року)[2].

### Герцог
24 листопада 1769 року Ернст-Йоганн Бірон зрікся герцогського престолу на користь свого сина Петра. Це породило політичну кризу, спричинену відмовою курляндського лицарства присягати йому.
У червні 1770 року, спільно з російськими представниками, Петер змусив членів курляндського ландтагу скласти присягу на вірність собі. Проте весь час його правління був сповнений політичною боротьбою з лицарством і смутами.
- 8 серпня 1776 року, за посередництва барона Говена, Петер уклав із лицарством «Акт примирення», який прибирав частину суперечностей.

Перший і другий поділи Речі Посполитої не торкнулися Куляндії-Семигалії безпосередньо. У країні посилився російський вплив, проте багато державних діячів все ще шукали опору при польському дворі, а також отримували підтримку з боку Австрії й Пруссії.
- 6 березня 1774 року Петер одружився вдруге, із князівною Євдокією Юсуповою (померла 1778)[2].
- 1775 року Петер заснував перший найвищий навчальний заклад герцогства — Петрівську академію.
- 6 листопада 1779 року Петер одружився втретє, із графинею Доротеєю фон Медем[2].
- 10 (21) травня 1783 уклав у Ризі курляндсько-російську конвенцію про кордон і торгівлю, яка надала широкі права російському купецтву в Курляндії-Семигалії.

### Анексія
- 31 січня 1793 року, за ініціативи барона Говена, було ухвалено так звані «Композиційний акт» між герцогом і лицарством[4], які принижували роль першого й надавали лицарям ширші права[5].
- 17 (28) березня 1795 року курляндський герцог Петер фон Бірон, який з лютого перебував у Санкт-Петербурзі, визнав поділ Речі Посполитої і зрікся своєї герцогської гідності[6].
- 15 (26) квітня 1795 року російська імператриця Катерина ІІ видала Маніфест про приєднання Курляндії. На місці герцогства заснували Курляндське намісництво.
- 30 серпня 1795 року Петер фон Бірон назавжди покинув Курляндію[6].

Йому належав Жаганський палац.
Петер фон Бірон помер 13 січня 1800 року в Гелленау, графство Глац.

## Сім'я
- Батько: Ернст-Йоганн Бірон
- 1-а дружина (з 1765): Кароліна-Луїза фон Вальдек
- 2-а дружина (з 1774): Євдокія Юсупова
- 3-я дружина (1779): Доротея фон Медем
  - Петер фон Гершау (1779—1852)
  - Катаріна Бірон (1781—1839)
  - Пауліна Бірон (1781—1839)
  - Йоганна Бірон (1783—1876)
  - Доротея фон Бірон (1793—1862)

## Портрети
- v. Barisien (1781);
- Stich v. S. G. Kütner (1781), Neumann;
- Meyer, Acad. Peer.;
- Medaillen v. G. B. Biluinger (1737), Georgi (1775) u. C. Leberecht (1785);
- Sub., Dvor. imp. Ekateriny II, 13

## Нагороди
- Орден Андрія Первозванного (1740, 1764, Росія)[2][3].
- Орден Святого Олександра Невського (1740, 1762, Росія)[2][3].
- Орден Чорного орла (Пруссія)

### Монографії
- Arbusov, L. Grundriss der Geschichte Liv-, Est- und Kurlands. Riga: Jonck und Poliewsky, 1918.
- Cruse, K. W. Curland unter den Herzögen. Mitau, 1837, V. 2, S. 177ff.
- Seraphim, A. Die Geschichte Des Herzogtums Kurland: 1561—1795. Reval, 1904, S. 304—333.
- Isenburg/Freytag, Taf. 132;
- Neumann, Aus alter Zeit, 45-60;
- Meyer, Acad. Fett., 62-67
- Campe, Lex. 1 u. 2;
- Müller, Kurl. Spätbarock

### Довідники
- Biron, Peter v. // Deutschbaltisches biographisches Lexikon 1710–1960. Köln-Wien, 1970, S. 68—69.
- Winkelmann. Biron, Ernst Johann // Allgemeine Deutsche Biographie. Leipzig, 1877, Band 6, S. 286–291.